# Atracción peligrosa (película de 2000)
Atracción peligrosa (título original: Attraction) es una película estadounidense de drama, romance y suspenso de 2000, dirigida por Russell DeGrazier, que a su vez la escribió, musicalizada por Graeme Revell, en la fotografía estuvo Michael A. Price y los protagonistas son Matthew Settle, Tom Everett Scott y Gretchen Mol, entre otros. Este largometraje fue producido por Capital Arts Entertainment y Krauss-DeGrazier; se estrenó el 11 de septiembre de 2000.

## Sinopsis
Matthew terminó su relación hace mucho tiempo, pero sigue pensando en Liz, está realmente obsesionado con ella. Preocupada por su vida, Liz se fía de Garrett, un amigo de su expareja, pero él tiene otras intenciones. Por otro lado, Corey, la mejor amiga de Liz, termina enamorándose de Matthew.